# تايلور روتشيستي
تايلور روتشيستي (بالإنجليزية: Taylor Rochestie)‏ مواليد 1 يوليو 1985 في هيوستن، هو لاعب كرة سلة أمريكي. بدأ مسيرته الاحترافية في سنة 2009. يلعب مع لوكوموتيف كوبان كلاعب هجوم خلفي. يحمل الرقم 22. يبلغ طوله 6 قدم 1 بوصة (1.9 م).

## المسيرة الاحترافية
لعب مع بي جي غوتنغن في الدوري الألماني في موسم 2009–2010، ثم لعب مع غلطة سراي لكرة السلة في الدوري التركي في موسم 2010–2011، ثم لعب مع ألبا برلين في الدوري الألماني في سنة 2011، ثم لعب مع لو مان سارت باسكت في الدوري الفرنسي في موسم 2011–2012، ثم لعب مع ساسكي باسكونيا في الدوري الإسباني في موسم 2012–2013، ثم لعب مع بييلا لكرة السلة في سنة 2013، ثم لعب مع منز سانا 1871 باسكت في موسم 2013–2014، ثم لعب مع نيجني نوفغورود في الدوري الروسي في موسم 2014–2015، ثم لعب مع مكابي تل أبيب لكرة السلة في موسم 2015–2016، ثم لعب مع لوكوموتيف كوبان في الدوري الروسي في سنة 2016.

## إحصائيات المسيرة
|  | تصدر الدوري |

### الدوري الأوروبي
| السنة   | الفريق                   | لعب | بدأ | دقيقة | ميداني% | ثلاثية | حرة  | ارتداد | صنع | استلاب | تصدي | نقطة | أداء |
| ------- | ------------------------ | --- | --- | ----- | ------- | ------ | ---- | ------ | --- | ------ | ---- | ---- | ---- |
| 2012–13 | ساسكي باسكونيا           | 4   | 0   | 7.6   | .182    | .250   | .333 | .3     | .3  | 1.0    | .0   | 1.5  | -.8  |
| 2013–14 | منز سانا 1871 باسكت      | 10  | 0   | 16.7  | .403    | .391   | .857 | 1.5    | 1.7 | .5     | .0   | 6.5  | 3.4  |
| 2014–15 | نيجني نوفغورود (كرة سلة) | 21  | 17  | 30.0  | .511    | .500   | .925 | 1.6    | 5.7 | .6     | .0   | 18.9 | 21.0 |
| 2015–16 | مكابي تل أبيب لكرة السلة | 10  | 5   | 29.3  | .429    | .404   | .920 | 2.1    | 5.5 | .2     | .0   | 14   | 13.5 |
| المسيرة |                          | 45  | 22  | 24.8  | .471    | .456   | .904 | 1.6    | 4.3 | .5     | .0   | 13.5 | 13.5 |

### بطولات الدوري المحلية
| الموسم  | الفريق                   | الدوري                                  | لعب | دقيقة | ميداني% | ثلاثية | حرة   | ارتداد | صنع | SPG | تصدي | نقطة |
| ------- | ------------------------ | --------------------------------------- | --- | ----- | ------- | ------ | ----- | ------ | --- | --- | ---- | ---- |
| 2009–10 | بي جي غوتنغن             | الدوري الألماني لكرة السلة              | 38  | 26.8  | .502    | .395   | .841  | 2.8    | 3.2 | 1.2 | .1   | 15.1 |
| 2010–11 | غلطة سراي لكرة السلة     | الدوري التركي لكرة السلة                | 16  | 23.3  | .423    | .405   | .842  | 3.5    | 3.1 | .9  | .0   | 7.9  |
| 2010–11 | ألبا برلين               | الدوري الألماني لكرة السلة              | 27  | 24.3  | .460    | .381   | .766  | 2.7    | 3.9 | .8  | .0   | 8.7  |
| 2011–12 | لو مان سارت باسكت        | الدوري الفرنسي لكرة السلة الدرجة الأولى | 37  | 35.2  | .564    | .428   | .893  | 3.4    | 6.4 | .9  | .1   | 16.3 |
| 2012–13 | ساسكي باسكونيا           | الدوري الإسباني لكرة السلة              | 7   | 16.6  | .529    | .545   | 1.000 | .7     | 2.6 | .1  | .0   | 6.1  |
| 2012–13 | بييلا لكرة السلة         | ليغا باسكيت الدرجة الأولى               | 16  | 31.8  | .570    | .279   | .921  | 2.1    | 2.6 | 1.2 | .0   | 13.4 |
| 2013–14 | منز سانا 1871 باسكت      | ليغا باسكيت الدرجة الأولى               | 13  | 18.8  | .569    | .222   | .941  | 1.6    | 3.0 | .5  | .0   | 7.1  |
| 2014–15 | نيجني نوفغورود (كرة سلة) | دوري اتحاد في تي بي                     | 31  | 29.1  | .543    | .388   | .899  | 3.2    | 5.3 | .6  | .0   | 14.7 |

## روابط خارجية
- تايلور روتشيستي على موقع الاتحاد الدولي لكرة السلة (الإنجليزية)
- تايلور روتشيستي على موقع الدوري الأوروبي لكرة السلة (الإنجليزية)
- تايلور روتشيستي على موقع الدوري الإسباني لكرة السلة (الإسبانية)
- تايلور روتشيستي على موقع كرة السلة الأوروبية.كوم (الإنجليزية)
- تايلور روتشيستي على موقع كلية كرة السلة في سبورتس رفرنس.كوم (الإنجليزية)
- تايلور روتشيستي على موقع ريلجم (الإنجليزية)
- تايلور روتشيستي على موقع بروبوليرز (الإنجليزية)
- تايلور روتشيستي على موقع سبورتس رفرنس (الإنجليزية)